# Nigel Balchin

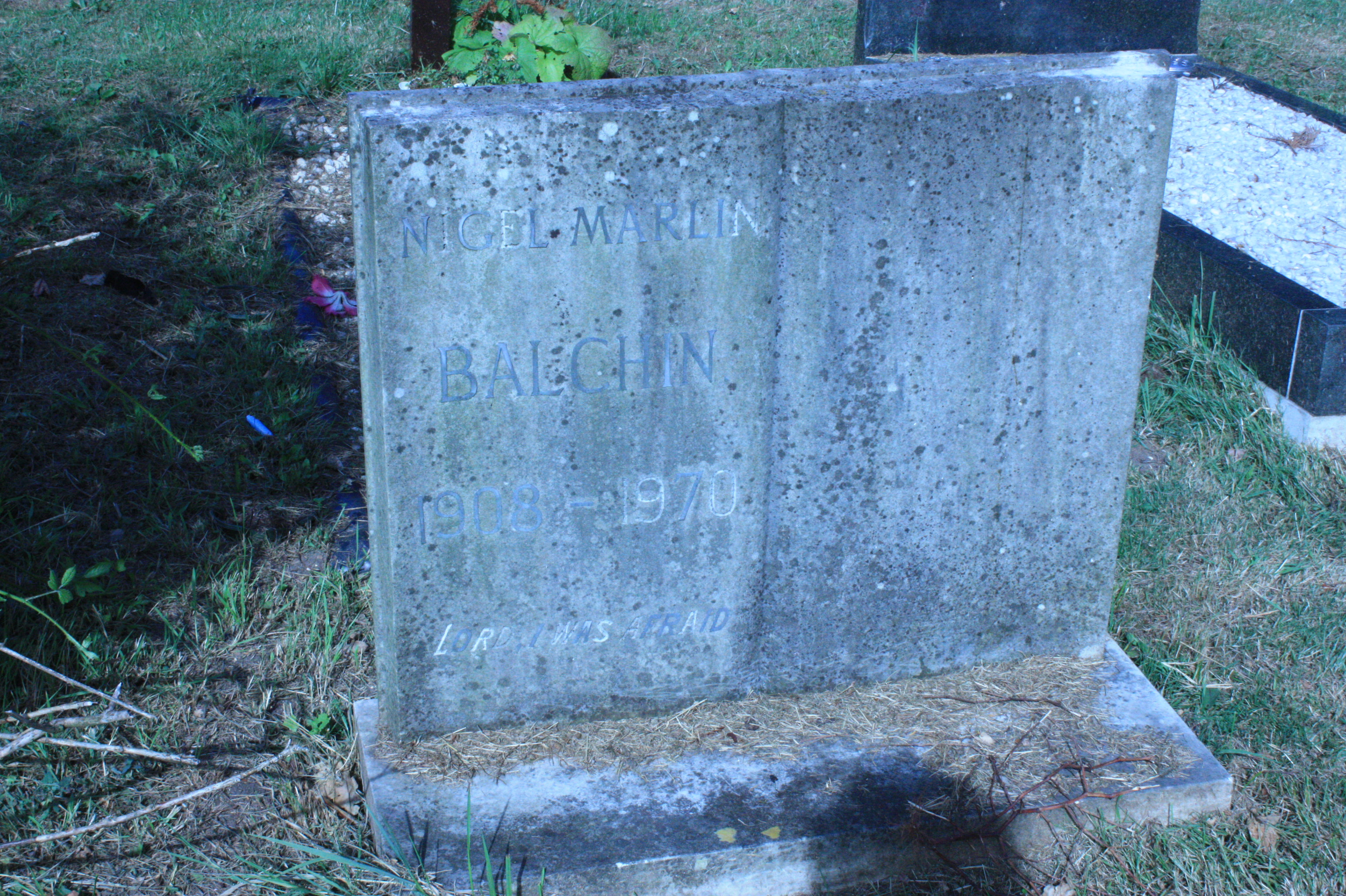
Grób Nigela Balchina, cmentarz Hampstead, Londyn.

Nigel Balchin (ur. 3 grudnia 1908 w Wiltshire, zm. 17 maja 1970) – angielski pisarz i scenarzysta.
Ukończył Dauntsey's School, potem Peterhouse na Uniwersytecie Cambridge. Następnie pracował dla Narodowego Instytutu Psychologii Gospodarczej (ang. National Institute of Industrial Psychology). W 1933 roku ożenił się z Elizabeth Walsh, córką pisarza Douglasa Walsha.
Z początku publikował na łamach magazynu Punch, posługując się pseudonimem Mark Spade. W późniejszym okresie zajął się powieściopisarstwem. Podczas II wojny światowej najpierw pracował jako urzędnik, potem doradca naukowy.
Jego małżeństwo rozpadło się, a jego żona wyszła powtórnie za mąż za artystę Michaela Ayrtona. Balchin ożenił się ponownie w 1953 roku z Yovanką Tomich. Jego powieści cieszyły się przez pewien czas wielką popularnością. Akcja książki Darkness Falls From the Air (ang. ciemność wyłania się z powietrza) toczy się w trakcie bombardowania Londynu i została napisana gdy ono jeszcze trwało. Powieść The Small Back Room doczekała się wersji filmowej. A Way Through the Wood została zaadaptowana do sztuki teatralnej Waiting for Gillian, a w 2005 roku nakręcono na jej podstawie film Separate Lies. Jako scenarzysta Balchin pracował m.in. nad Kleopatrą.

## Książki
- How to Run a Bassoon Factory (1934) wydane pod pseudonimem Mark Spade
- No Sky (1934)
- Simple Life (1935)
- Lightbody on Liberty (1936)
- Darkness Falls from the Air (1942)
- The Small Back Room (1943), adaptacja filmowa w 1949 roku
- Mine Own Executioner (1945), adaptacja filmowa w 1947 roku
- Lord, I Was Afraid (1947)
- The Borgia Testament (1948)
- A Sort of Traitors (1949), adaptacja filmowa w 1960 roku
- A Way Through the Wood (1951)
- Sundry Creditors (1953)
- Last Recollections of My Uncle Charles (1954) – zbiór opowiadań
- The Fall of the Sparrow (1955)
- Seen Dimly Before Dawn (1962)
- In the Absence of Mrs. Petersen (1966)
- Kings of Infinite Space (1967)